# Петровск (Одеска област)
Петровск (укр. Петрівськ) с предишни имена Петросталь (ползвано и в наши дни) и Петрещи (по време на румънската окупация) е българско село, в Бесарабия, Тарутински район на Одеска област на днешна Украйна.
Селото е до границата с Молдова непосредствено до ГКПП „Березинский“. Разстоянието до областния център е 39 км по местен път и по T 1627 r и на 250 км от Одеса.
Населението по преброяването в 2001 г. е 2000 души.
Надморска височина – 82 м
Код 5124787201 KOATUU
Пощенски код – 68513.
Телефонен код – 4847.
Землището му има площ 1,43 км².
Кметство: 68513, Одеська обл., Тарутинський р-н, с. Петрівськ, вул."Благоєва",122а

## История и съвременност
Българското бесарабско село е основано в 1829 г. от преселници спасяващи се от турските безчинства.
В селото има българско училище от украинската образователна мрежа – „Петровско–І ООУ с. Петровск, Тарутински район“ (от 1988 г.) и български ансамбъл за народни песни и танци „Възраждане“.

В селото се изграждат цехове за преработка на селскостопанска продукция и като известен винарски край – винзавод.
Селото има свой силен футболен клуб „ФК Петросталь“, със свой стадион и голмайстори Александър Попов и Петър Ламбов, който в 2012 г. под ръководството на треньора Петър Маслинков, на препълнени трибуни в мач с главен съдия Иван Минчев, като гост печели общинското първенство.
Петровск, зиме е практически отрязано от областта, единствения проходим път до него е през територията на Молдова, но таксата е 30 $ и през границата не пускат малките ученици без паспорти, тежки камиони и пр., а често селото е на режим на електроснабдяването което изключва в 20:30 Газификацията на селото е почти приключена преди преврата в Киев през 2014 г., но след него остава незавършена.

По време на протестите срещу провежданата от киевските власти принудителна мобилизация жителите на с. Петровск (Петросталь) излизат на митинг и са категорични, че никой от селото няма да отиде на мобилизация. Наказанието за неподчинение е затвор от 3 до 5 г. Ето защо те взимат решение да организират патрули, да дежурят с вили и лопати, за да не допуснат нито един човек от селото да бъде хвърлен в затвора.
В селото с голямо веселие се празнуват всички български народни и църковни празници, на Трифон заразен се избира „Цар на лозарите“
На с. Петровск е посветено специално предаване телевизионното предаване на български език „Роден край“ на Одеската областена държавна телерадиокомпания излъчено в април 2013 г.

## Личности
Това е родното място на Никола Балтажи (27 април 1956) – украинския дипломат извънреден и пълномощен посланик на Украйна, от 4 март 2011 г. е посланик на Украйна в България.

Петър Ламбов председател на ЧАО ”Петросталь" от с. Петровск (Петросталь) е номиниран за „Човек на годината – 2014“ в катогория „Ръководител на годината“.

Сергей Бугор журналист и блогер е роден на 24 октомври 1973 г. в селото и повечето време в годината живее тук.